# Mamuka Bajtadze
Mamuka Bajtadze (en georgiano:  ბახტაძე) es un ejecutivo y político georgiano. De 2018 a septiembre de 2019 fue primer ministro de Georgia. En un comunicado justificó su renuncia asegurando que "cumplió la misión de crear un marco de desarrollo estratégico para el país, que fue el propósito principal de su nombramiento como primer ministro". Desde que ganó las elecciones el partido Sueño Georgiano en 2012, es el cuarto primer ministro que dimite.
Su nombramiento y el de los miembros de su gabinete fueron aprobados por el parlamento georgiano en una votación de 99 a favor y 6 en contra.  Antes de su nombramiento como primer ministro, se desempeñó como Ministro de Finanzas, ocupando ese cargo desde noviembre de 2017. 

## Educación
Bajtadze se graduó de la Universidad Estatal de Tiflis en Administración y Microeconomía. Máster en Universidad Estatal de Moscú. En 2010, en la Escuela de Negocios INSEAD recibió la calificación de MBA. Además es Doctor en Ciencias Técnicas.